# Winksley
Winksley är en ort och civil parish i Storbritannien.   Den ligger i grevskapet North Yorkshire och riksdelen England, i den centrala delen av landet, 300 km norr om huvudstaden London. Winksley ligger 130 meter över havet och antalet invånare är 142.
Terrängen runt Winksley är platt åt sydost, men åt nordväst är den kuperad. Terrängen runt Winksley sluttar brant österut. Runt Winksley är det ganska tätbefolkat, med 120 invånare per kvadratkilometer. Närmaste större samhälle är Harrogate, 17,0 km söder om Winksley. Trakten runt Winksley består i huvudsak av gräsmarker.